# Multicast router discovery
Multicast router discovery (MRD) cung cấp một cơ chế chung cho việc khám phá các bộ định tuyến multicast trên mạng IP mà không phụ thuộc vào giao thức định tuyến multicast cụ thể nào. Đối với IPv4, cơ chế này dựa vào IGMP. Đối với IPv6 cơ chế này hoạt động với Multicast Listener Discovery. Multicast router discovery được định nghĩa bởi RFC 4286.

## Thông điệp ICMPv6
Thủ tục MRD sử dụng ba thông điệp ICMPv6 sau đây :
Multicast Router Advertisement (type 151)
Được sử dụng bởi router để loan báo là nó đang sử dụng IP multicast forwarding. Thông điệp được gởi từ một địa chỉ link-local (địa chỉ liên kết cục bộ) tới địa chỉ All-Snoopers multicast. 
Multicast Router Solicitation (type 152)
Được các nodes gởi đi để có thể nhận được thông điệp Multicast Router Advertisement. Nó được gởi từ một địa chỉ link-local (địa chỉ liên kết cục bộ) tới địa chỉ All-Routers multicast. 
Multicast Router Termination (type 153)
Được sử dụng bởi router để loan báo là nó chấm dứt chức năng multicast routing tại một giao diện nhất định. Thông điệp được gởi từ một địa chỉ link-local (địa chỉ liên kết cục bộ) tới địa chỉ All-Snoopers multicast.
Tất cả các thông điệp MRD được gởi với giới hạn hop là 1. Với tùy chọn khẩn cấp router.